# John Capodice
John Capodice est un acteur américain, né le 25 décembre 1941 à Chicago et mort le 30 décembre 2024 à Blauvelt (État de New York).

## Filmographie partielle
- 1982 : Épouvante sur New York (Q) : Doyle, un gangster
- 1987 : Wall Street : Dominick
- 1990 : Affaires privées (Internal Affairs) : Chief Healy
- 1991 : The Doors : Jerry
- 1991 : La Manière forte (The Hard Way) : Détective Grainy
- 1992 : Lune de miel à Las Vegas (Honeymoon in Vegas): Sally Molars
- 1994 : Y a-t-il un flic pour sauver Hollywood ? (The Naked gun 33⅓: The Final Insult) : un mafieux
- 1994 : Ace Ventura, détective chiens et chats (Ace Ventura : Pet Detective) : Aguado
- 1994 : Speed : Bob
- 1998 : Ennemi d'État (Enemy of the State) : Older Worker #1
- 1999 : Angel (saison 1, épisode 6) (série TV) : Tony Pappazian dit « Petit Tony »
- 2001 : Six Feet Under (saison 1, épisode 3) (série TV) : Thomas Alfredo Romano
- 2006 : 10th and Wolf : Sipio
- 2008 : Monk (saison 7, épisode 4) (série TV) : Frankie Marino